# بامبارابدا
بامبارابدا (به لاتین: Bambarabedda) یک منطقهٔ مسکونی در سری‌لانکا است که در استان مرکزی (سری‌لانکا) واقع شده‌است.